# Felújítás

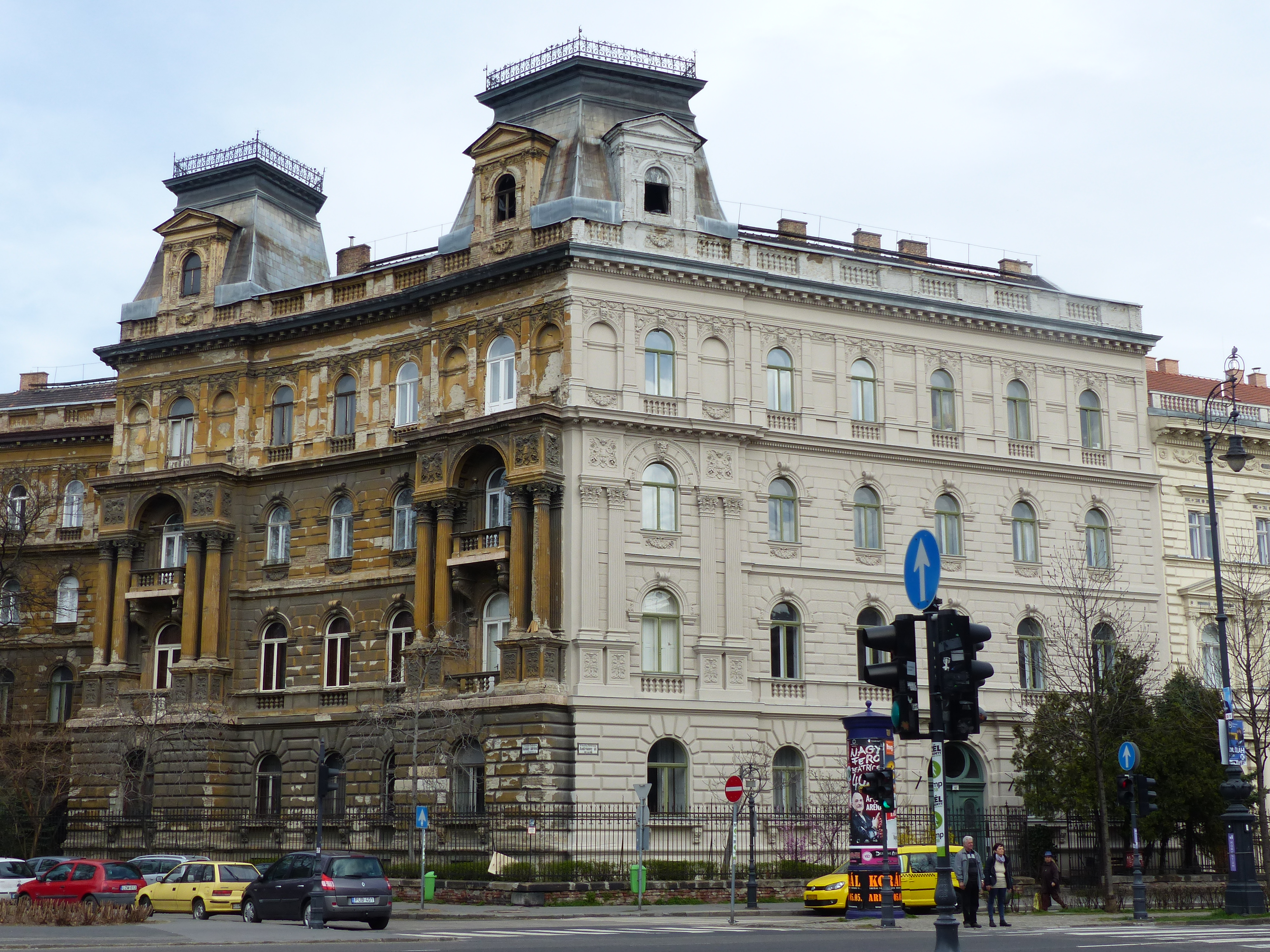
Felújítás a Köröndön

A felújítás vagy renováció a hétköznapi szóhasználatban átfedést mutat a beruházás ill. karbantartás, javítás fogalmakkal. Beruházás alatt tárgyi eszköz beszerzését, létesítését, saját vállalkozásban történő előállítását értjük. A felújítás egy elhasználódott tárgyi eszköz eredeti állagának helyreállítását szolgáló tevékenység. Bár a beruházás és a felújítás közti különbség nem mindig egyértelműen meghatározható, mivel mindkettő fogalma tartalmazza az élettartam és a teljesítőképesség növelését, azonban számvitelileg a két fogalom egyként kezelendő, mindkettőt tárgyi eszközként számoljuk el. Karbantartásnak minősül az eszköz zavartalan, folyamatos működése elérése érdekében végzett javítási, karbantartási tevékenység. Ez a folyamatos elhasználódás helyreállítását takarja bizonyos időközönként.
Maguk a felújított eszközök lehetnek építmények, gépek, magán, vagy üzemi létesítmények berendezései-
Ingatlanon belül: Felújításnak számít minden olyan munkálat az ingatlan területén belül, mely nem engedélyköteles (lásd 312/2012. (XI. 8.) Korm. rend.), mint például a meglévő konyhabútor cseréje, gépészet felújítása, festés, burkolás, vagy nem főfal bontása.

## A folyamat
A felújítás, renováció folyamatát, bármennyire is összetett, nagyjából a következő alfolyamatokra lehet osztani:
- Tervezés
- Mérnöki munka
- Építmény, termék, eszköz javítása
- Újraépítés, készre szerelés
- Végső mozzanatok

## Építési felújításhoz kapcsolódó gondok
Az építési felújítások jelentik a legnagyobb beruházást, és ezekhez is megfelelő tájékozódás kell a felújítás megkezdése előtt. Ha ismerjük az épület részleteit, saját lehetőségeinket, anyagilag a legkedvezőbb, ha energetikai felújítást végzünk, mert ez visszahozhatja a befektetést. Tájékoztatás részben a helyi Önkormányzattól kapható, részben külső szaktanácsadótól, épületenergetikai tanúsítvány készítőtől, ill. az Építésügyi Dokumentációs és Információs Központtól szerezhető be (pl. Magyar Mérnöki Kamara tanúsítói).
Az építtető tulajdonosnak nem feladata ismerni a vonatkozó rendeleteket és szabványokat. Ha felkér egy épületenergetikai tanúsítvány készítőt, ill. szaktanácsadót, azzal a szakmai részeket tisztázhatja.
Ha saját kivitelben szeretne bizonyos részeket kivitelezni, erre a tisztázás során ki lehet térni.
A 191/2009. (IX. 15.) Korm. rendelet szerint:
12§ (6) Az építőipari kivitelezési tevékenység építési szakmunkáit vagy annak egyes munkafázisait saját részre vagy a Ptk. szerinti hozzátartozó részére a vállalkozó kivitelezői tevékenység végzésére nem jogosult személy is végezheti
a) szakirányú szakképesítés nélkül,
aa) ha az építőipari kivitelezési tevékenység végzéséhez nem kell kivitelezési dokumentáció, vagy
ab) kivitelezési dokumentációhoz kötött építőipari kivitelezési tevékenység esetében a vállalkozó kivitelező jóváhagyásával, felügyeletével,
b) szakirányú szakképesítéssel azt a szakmunkát vagy munkafázist, amelyre a szakképesítése kiterjed, a szakmai szabályok betartása mellett.
Vagyis saját kivitelnél ismernie kell a vonatkozó munkavédelmi és szakmai szabályokat.
Körültekintéssel végezzük a veszélyes anyagokkal kapcsolatos munkákat, elsősorban az azbesztcement pala fedés cseréje igényel felkészülést. Egy építtető számára legegyszerűbb, ha az új tetőfedés gyártó cégét bízza meg a munkával (pl. Terrán Palatetőcsere Program). Egyébként probléma a palatetők bontása egyrészt a költségek miatt is, másrészt a bontást és a szállítást csak speciális szaktudással rendelkező cégek végezhetik, mivel a bontásból származó törmelék veszélyes hulladéknak minősül.
Sokat lehet megtakarítani a helyes építészet-gépészet felújítási sorrenddel, valamint a felújítás idejének meghatározásával. Például, ha a fűtést akarjuk felújítani, lehet, hogy gazdaságosabb előbb az épületet áttekinteni (hőszigetelés, ablakok, ajtók), és ha csökkentettük a hőigényt, akkor érdemes fűtőberendezést választani. Másrészt, ha éppen a fürdőszoba burkolatot szeretnék újra cserélni, mert elhasználódott, akkor ezalatt érdemes a vízvezetékeket, villanyvezetékeket felújítani, hogy többet ne kelljen a csempékhez nyúlni. Hasonlóan pl. a tető fedés cseréje alkalmával lehet a tetőtérben a szükséges javításokat, felújításokat elvégezni (tartók, szelemenek). Ilyen munkákat megfelelően időzítve a kétszeres felvonulás, állványozás, és egyéb többlet költségek megszünnek.
A megújuló energia alkalmazási lehetőségét az épületenergetikai tanácsadás során lehet megbeszélni, természetesen az egyszerű esetek kivételével (pl. villanybojlerhez napkollektor, vagy elektromos szolgáltatóval engedélyezett PV napelem). Hőszivattyút, hővisszanyerő szellőzést pl. megéri leellenőriztetni.
Minden településen van un. HÉSZ (helyi építési szabályzat), ami olyan részleteket tartalmaz, hogy az adott utcában mekkora kerítést, milyen ház-kerítés oldaltávolságot, és egyéb részleteket kell figyelembe venni. Az Önkormányzat előadója is segíthet ezeket tisztázni, de más szakemberrel is megbeszélhetjük. (Megemlíthetjük, hogy pl. egy épületenergetikai tanúsítvány árában megegyezés szerint további javaslatok is lehetnek.)
A vonatkozó rendeletek tartalmazzák, hogy milyen kiviteli munkák engedélykötelesek, és melyek nem. Pl. várhatóan engedély nélkül kivitelezhető egyebek között:
1. melléklet a 312/2012. (XI. 8.) Korm. rendelethez Építési engedély nélkül végezhető építési tevékenységek:
1. Építmény átalakítása, felújítása, helyreállítása, korszerűsítése, homlokzatának megváltoztatása, kivéve zártsorú vagy ikres beépítésű építmény esetén, ha e tevékenységek a csatlakozó építmény alapozását vagy tartószerkezetét is érintik.
2. Meglévő építmény utólagos hőszigetelése, homlokzati nyílászáró cseréje, a homlokzatfelület színezése, a homlokzat felületképzésének megváltoztatása.
3. Meglévő építményben új égéstermék-elvezető kémény létesítése.
4. Új, önálló (homlokzati falhoz rögzített vagy szabadon álló) égéstermék-elvezető kémény építése melynek magassága a 6,0 m-t nem haladja meg.
20. Támfal építése, bővítése, amelynek mérete az építési tevékenységgel nem haladja meg a rendezett alsó terepszinttől számított 1,5 m magasságot.
23. Napenergia-kollektor, szellőző-, klíma-, riasztóberendezés, villámhárító-berendezés, áru- és pénzautomata, kerékpártartó, zászlótartó építményen vagy építményben való elhelyezése.
A felújítások egy része önkormányzati, vagy állami támogatást kaphat, ha megfelel a pályázati feltételeknek. Erről részben szakemberrel történő megbeszéléssel, részben az interneten, pl. a Pafi.hu oldalon lehet tájékozódni.
Épületek sorozatos, nagy mennyiségű felújítása külön szervezési előkészületeket igényel. Az eddigi legjobb megoldások összefoglalása (best paectices), célszerű típusmegoldások, a felújítás elemeinek továbbfejlesztési támogatása,  a terméktervezés, építészirodák, építési informatika, épületfizika, résztvevőinek együttese kell a jövő felújítási piacának megalkotásához.

## Épületek felújítása
Az épített környezeti szektor felújításakor s figyelembe vesszük a klímasemlegesség szempontjait, pl. CO2 kibocsátást, építési-bontási hulladék újrahasznosítási módjait, életciklus alatti költségeket, rezilienciát (klímaváltozásokhoz való alkalmazkodási képességet), igazságos átmenetet (új résztvevők számára a felújítási szektor képzési, szakmai kialakítását).
A CO2 kibocsátás vizsgálatával kimutatható (pl. brit Stirling díjas építészek), hogy a felújítással kevesebb CO2 kibocsátás történik az alapanyagok és technológiák használata révén, mivel az épület nagy része már rendelkezésre áll.
Az energetikai tanúsítvány tartalmazza  sz energetikai felújításra vonatkozó javaslatokat. Ez vonatkozik pl. a határoló szerkezetekre, épülettechnikai rendszerekre.Az energetikai felújítás indoklásában   a tanúsítvány tartalmazza, ha a felújítás a számítás szerint az épület várható élettartama alatt megtérül. Az épületek energetikai jellemzőinek meghatározásánál a felújítás jelentős felújításnak minősül, ha az épület összes külső határoló felületeinek 25%-át érinti. A meglévő épület (10 éve készült) és jelentős felújítás, vagy bővítés esetén az épületenergetikai rendelet különböző előírásokat tesz a beépített új szerkezetek és az egész épület minőségére. Ilyen pl. az 5. melléklet a 7/2006. (IV. 24.) TNM rendelethez, mely tartalmazza az 1. táblázatban a hőátbocsátási tényező követelményértékeit. Pl. homlokzati fal 0,24 W/m2K, fa, vagy PVC keretszerkezetű homlokzati üvegezett nyílászáró 1,15 W/m2K.

## Statisztikai adatok
Egy átlagos magyar háztartásban a felhasznált energia csaknem háromnegyedét fűtésre fordítjuk. Ez az európai átlagnál mintegy 10 százalékkal magasabb. Pedig a magyarországi épületekben felhasznált energia 40-50 százaléka megtakarítható lenne.
Egyes felmérések szerint a hazai épületállományok közel 70 százaléka felújításra szorul, további 10 százalékuk pedig életveszélyes, ezért bontásra várnak. Különösen súlyos a helyzet a vidéki ingatlanok esetében, ahol a bontandó otthonok aránya az országos átlagnál jóval magasabb is lehet.
A 4,4 millió magyarországi lakóingatlan nagyjából 80 százaléka nem felel meg a korszerű műszaki és energetikai szempontoknak, azaz a magyarok többségének lakhatási költségeit és életminőségét különösen rosszul érintik az épületállomány fizikai jellemzői.
Ma Magyarországon a magántulajdonú lakások a teljes lakásállomány több mint 90 százalékát teszik ki. Ez a modell gazdaságilag és társadalmilag is erős mobilitási gátat képez.
Az új építés és felújítás lehetőségeit a használt, és használatlan lakások aránya is jellemzi: Az országban közel 4,4 millió lakás van, amelyek 12,5 százaléka lakatlan, ez több mint félmillió lakást jelent. Az összes lakatlan lakásnak csak a 19,5 százaléka volt a fővárosban 2016-ban, szemben a 2011-ben mért 25 százalékkal.
Az üresen álló lakások számának meghatározásában a 2011-es népszámlálás szerint a nem lakott ingatlanok 80 százaléka állt üresen, 15 százaléka idényjelleggel, míg további 5 százaléka nem lakásként hasznosult.

### Költségek
A felújítás költsége az új építéshez képest általában kevesebb lehet, részben a meglévő szerkezeti elemek miatt,másrészt mert felújításra kevésbé szigorú építési előírások vonatkoznak, mint új építésre.
A bérlakások kis aránya miatt a lakásbérlés viszonylag drága, ezért inkább megfizethetőségi probléma van, mint kifejezetten magántulajdonú új lakás hiánya. Ehelyett közbenső helyet foglal el a felújítás.

### Technikai lehetőségek
Egy épület,vagy lakás felújításánál elsősorban az épület hőszigetelése fontos. Ezzel nagy mennyiségű fűtési (esetleg hűtési) energia takarítható meg. A kisebb hőigényre kisebb fűtőtejesítményű készüléket lehet választani, ami már az új igényhez illeszkedik. Másik adódó lehetőség, a napenergia alkalmazása a háztartási (főzés, melegvíz) célra. A napelemekkel olyan mértékben lehet kiváltani a háztartási igényeket, hogy éppen az éves fogyasztást fedezze,ezzel a rendszerbe táplált energia alacsonyabb visszafizetett összege elesik. Melegvíz termelő villanybojler elé gazdaságos lehet napkollektor kapcsolása. Esetenként a hővisszanyerő szellőzés a légtechnikai rendszerbe illesztett klímával kombinálva megfelelőbb lehet pl. a hőszivattyús vizes radiátoros fűtésnél. A megfelelő hőszigetelés és árnyékolás pótolhatja a klímaberendezést, és hosszú távon gazdaságosabb.

## Eszközök, termékek felújítása
A termékek, vagy eszközök karbantartást igényelnek. Ez általában előre meghatározható időpontban, vagy munkavégzés mennyiség után szükségesek (pl. akkumulátor csere, gépek olajcsere, használati utasításban megadott műveletek). Ezek nem azonosak a felújítással, költségeiket is másképp kell elszámolni. A felújítás az elhasználódott eszköznél helyreállító, élettartam növelő tevékenység, ill. korszerűsítés is lehet. Egy készülék felújításakor élettartam növelő, és környezetkímélő hatású, ha egy szervizben alkatrész cserével, ill. javítással, nagyobb veszteség nélkül megoldható. Pl. kiszerelhető az akkumulátor (nem beforrasztott), a teljes készülék szétszerelése nélkül kicserélhető a kis értékű alkatrész (pl. csapágy). A korszerű műszaki irányelvekben (pl. Környezettudatos tervezésre vonatkozóirányelv) erre vonatkozó ajánlások találhatók, melyek a hulladékképződés csökkentését,és az újrafelhasználás növelését célozzák.
Egyes termékek felújításánál részben cél a teljes termék újratermelésének megelőzése, és ezzel CO2 kibocsátás elkerülése. Ilyen a legtöbb épületfelújítás, ahol csak részben változtatnak a szerkezeten (pl. hőszigetelés, ablakcsere), vagy járművek felújításakor a meghajtás cseréje, amikor belsőégésű motor helyett elektromos motort + akkumulátort építenek be, pl. autókba, vagy autóbuszokba.